# سیف‌الدین نظرزاده
سیف‌الدین نظرزاده زبان‌شناس تاجیکستانی است.

## زندگی
او مدتی رئیس کتابخانه ملی تاجیکستان بود و در سال ۱۳۹۶ برکنار شد.

## آثار
- فرهنگ تفسیری زبان تاجیکی، سیف الدین نظرزاده، ناشر: سخن گستر